# 리스트 (컴퓨팅)

세 개의 정수를 저장하고 있는 단순 연결 리스트

컴퓨터 과학에서 리스트(영어: list), 또는 시퀀스(영어: sequence)는 일련의 값이 모여있는 추상적 자료형으로, 값이 중복될 수 있다. 리스트의 인스턴스는 무한 시퀀스의 수학 개념을 컴퓨터 상에 표현한 것이며 잠재적으로 무한인 리스트는 스트림과 동격이다.:§3.5 리스트는 다른 값들을 포함할 수 있기 때문에 컨테이너의 기초적인 한 예로 간주된다. 같은 값이 여러 번 발생하면 각각의 발생한 건들은 별개의 항목으로 취급한다.

## 프로그래밍
대부분의 프로그래밍 언어들은 리스트 자료형을 지원한다. 문법은 [0, 1, 2]와 같이 대괄호 안에 쉼표로 값을 구분하는 것이 보통이지만, 몇몇 프로그래밍 언어들은 다른 방식을 사용한다.

## 같이 보기
- 배열
- 연결 리스트
- 큐